# Tournoi AD de Rotterdam
Pour les articles homonymes, voir Tournoi de Rotterdam.
Le Tournoi AD de Rotterdam est un ancien tournoi de football annuel de pré-saison organisé par le journal Algemeen Dagblad (AD) et le Feyenoord Rotterdam, ayant lieu au Stade Feijenoord. Il a lieu pour la première fois en 1978 et disparaît après l'édition 1991.
Le tournoi est inspiré du Tournoi d'Amsterdam et se dispute entre quatre équipes dont Feyenoord, l'hôte permanent. La compétition se déroule en quatre matchs tous joués à De Kuip, sur trois jours début août. Les deux derniers matchs ayant lieu deux jours après les premiers.

## Format
De 1978 à 1986 le tournoi se déroule sous forme de matchs à élimination directe. Il y a le premier jour deux demi-finales, puis le sur-lendemain une finale et un match pour la troisième place disputé entre les deux perdants des demi-finales. En cas d'égalité, à l'issue d'un match une séance de tirs au but a lieu.
À partir de 1986 le tournoi se joue dans un format de mini-championnat. Une victoire vaut 3 points, un match nul 2 et une défaite 1. Pour encourager le jeu offensif, chaque but marqué permet de bénéficier d'un point bonus, dans une limite de 3 points bonus maximum par match.

## Histoire
La première édition du tournoi a lieu en 1978. River Plate est censé y participer mais refuse finalement quelques jours avant le coup d'envoi du tournoi, le Club Bruges est alors contacté pour remplacer l'équipe argentine. Environs 23 000 spectateurs viennent assister aux premiers matchs. Feyenoord remporte cette première édition mais certains journaux, comme Het Vrije Volk, refusent d'en parler car celui-ci est organisé et sponsorisé par l’Algemeen Dagblad.
Feyenoord remporte la seconde édition en 1979 face à Ipswich Town. La finale attire 37 000 spectateurs, c'est Pétur Pétursson qui marque sur penalty permettant à Feyenoord de s'imposer 5 à 4 dans les prolongations.
Johan Cruijff fait ses débuts avec Feyenoord pour sa dernière saison de football professionnel lors du tournoi. Son arrive attire les foules puisque plus de 100 000 personnes viennent à De Kuip assister aux deux jours du tournoi. Ce qui en fait l'édition la plus lucrative et la plus visitée de l'histoire du tournoi.
La plus faible affluence du tournoi a lieu en 1987 lorsque seulement 35 479 spectateurs se rendent à l'événement.
L'édition 1988 permet au comité d'organisation de réaliser son deuxième résultat financier sur le tournoi après l'édition 1983. Bien que moins de spectateurs se sont rendus qu'en 1983, l'augmentation des tarifs des places permet de dégager un profit de 150 000 florins sur les 56 000 entrées payantes réalisées lors de l'événement. La performance de Feyenoord lors de ce tournoi, associé aux transferts réalisés lors du mercato, convainct plusieurs journalistes de la qualité de jeu de l'équipe qu'ils voient finir à la 2e place pour la saison 1988-1989.
En 1990, le journal Het Vrije Volk précise que le budget du tournoi est de 1 000 000 florins. Les organisateurs essaient cette année là d'inviter le FC Barcelone, mais son entraîneur Johan Cruijff décline l'invitation. Ioan Sabău débute pour Feyenoord lors de ce tournoi et impressionne les journalistes qui couvrent l'événement, le comparent à Cruijff et Gullit. Feyenoord remporte cette édition qui attire 50 000 spectateurs.
Pour la dernière édition du tournoi en 1991, Feyenoord rompt son partenariat avec AD et décide d'organiser le tournoi seul. Jusqu'alors une stichting en partie dirigée par AD s'occupait de l'organisation de l'événement et prenait en charge les risques financiers.

## Palmarès
| Année | 1er               | 2e                | 3e               | 4e              |
| ----- | ----------------- | ----------------- | ---------------- | --------------- |
| 1978  | Feyenoord         | Everton           | Benfica          | Club Bruges     |
| 1979  | Feyenoord         | Ipswich Town      | PSV Eindhoven    | RWD Molenbeek   |
| 1980  | Southampton       | Club Bruges       | Schalke 04       | Feyenoord       |
| 1981  | Celtic            | Dukla Prague      | RSC Anderlecht   | Feyenoord       |
| 1982  | Feyenoord         | Celtic            | Austria Vienne   | Arsenal         |
| 1983  | Hambourg SV       | Standard de Liège | Feyenoord        | Liverpool       |
| 1984  | Feyenoord         | Manchester United | VfB Stuttgart    | RSC Anderlecht  |
| 1985  | Grêmio            | Bayern Munich     | Feyenoord        | Budapest Honvéd |
| 1986  | Werder Brême      | Feyenoord         | Everton          | Santos          |
| 1987  | Standard de Liège | Feyenoord         | Atlético Mineiro | AS Rome         |
| 1988  | Feyenoord         | Real Madrid       | Royal Antwerp    | Aberdeen        |
| 1989  | Feyenoord         | Fluminense        | RSC Anderlecht   | Benfica         |
| 1990  | Feyenoord         | Sparta Prague     | VfB Stuttgart    | FC Porto        |
| 1991  | Dinamo Bucarest   | Feyenoord         | Galatasaray      | KV Malines      |

## Autres tournois
Dans les années 2000, Feyenoord organise à nouveau deux tournois de pré-saison sur le format du Tournoi AD de Rotterdam. Le premier a lieu en 2007 et porte le nom anglais de Port of Rotterdam Tournament. Organisé par la société gérante du port de Rotterdam, il prend la forme d'un mini-championnat et est remporté par le FC Porto. La saison suivante le tournoi est à nouveau organisé en commémoration du centenaire de Feyenoord.